# Vizconde de Rio Preto

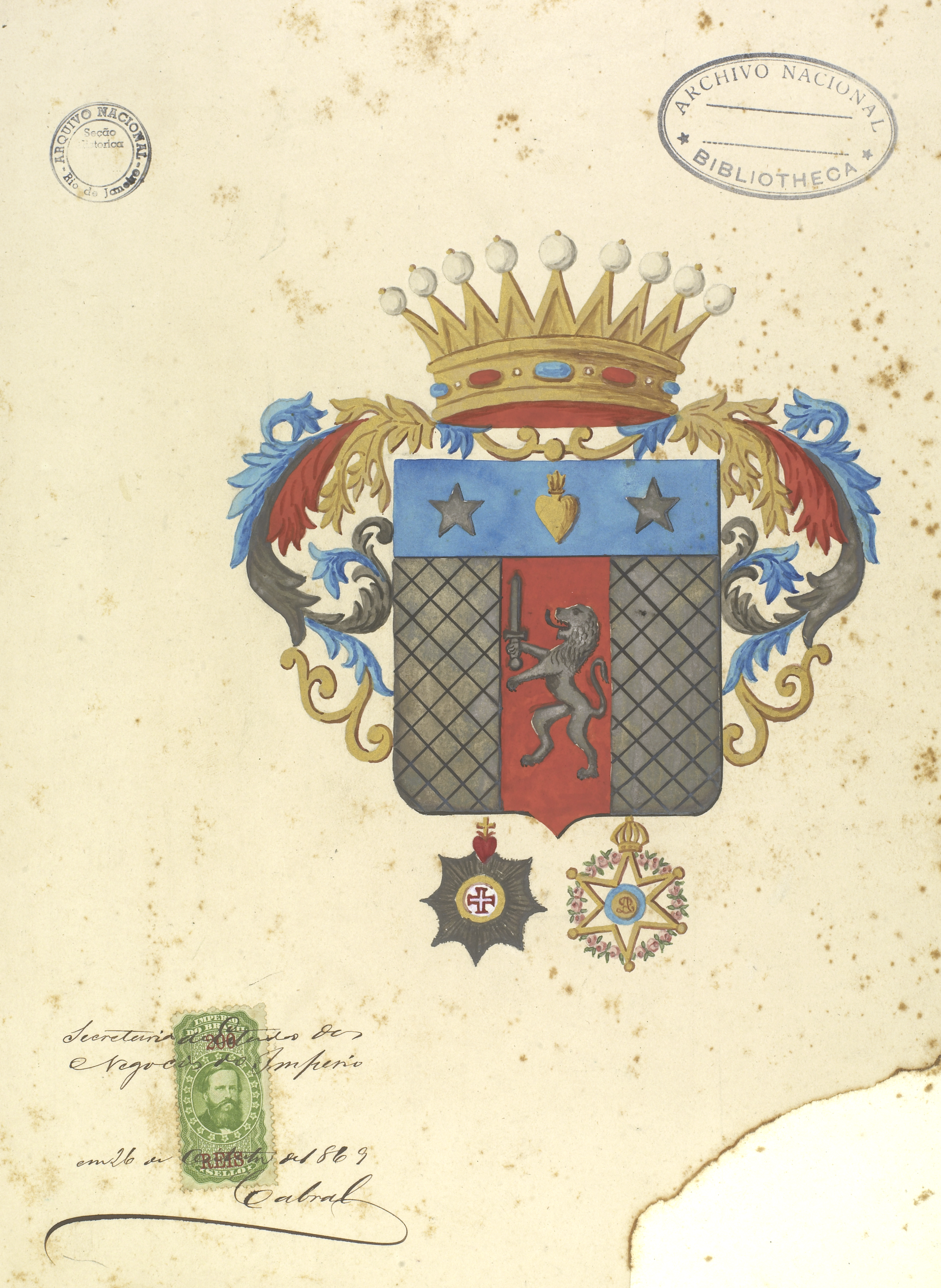
Escudo de Armas del Barón y Vizconde de Rio Preto

Vizconde de Rio Preto  es un título nobiliario brasileño en favor de Domingos Custódio Guimarães, creado por decreto del 16 de marzo de 1867, por D. Pedro II de Brasil.
1. Domingos Custódio Guimarães ( 1802 – 1868 ) – primer gran vizconde de Rio Preto[6][7][8]